# Formosa (Argentinië)
Formosa is de hoofdstad van de provincie Formosa en ligt aan de rivier de Paraguay in het noorden van Argentinië. De stad heeft 210.000 inwoners.
Formosa is het bestuurlijke en economische middelpunt van de provincie. De belangrijkste industrieën liggen op het gebied van de voedingsverwerkingssector.
De stad kent een aantal historische gebouwen, waaronder de Nuestra Señora del Carmen-kathedraal, het stadhuis, de botanische tuin en het provinciaal museum (Museo Histórico Provincial).
Het klimaat is subtropisch met gemiddelde temperaturen van 22-33 °C in de zomer en 12 tot 23°C in de winter. Er is geen droog seizoen.
Het El Pucú-vliegveld ligt 7 kilometer ten zuiden van de stad en heeft regelmatige nationale vluchten naar Buenos Aires.

## Geschiedenis
De gebieden rond het huidige Formosa werden oorspronkelijk bewoond door de Toba en Wichi aboriginals. Op 8 april 1879 stichtte Luis Jorge Fontana Formosa, dat zou uitbloeien tot de provinciehoofdstad. De naam van de stad komt uit het oud-Spaanse woord fermosa en betekent prachtig.
In 1957 werd de stad de zetel van het rooms-katholieke bisdom Formosa.
Formosa wordt genoemd in de roman Travels with My Aunt, van Graham Greene.

## Geboren
- Luis Cristaldo (1969), Boliviaans voetballer
- Ricardo Mazacotte (1985), Paraguayaans voetballer